# Neocranaus albiconspersus
Neocranaus albiconspersus is een hooiwagen uit de familie Cranaidae.